# Two Penny Act

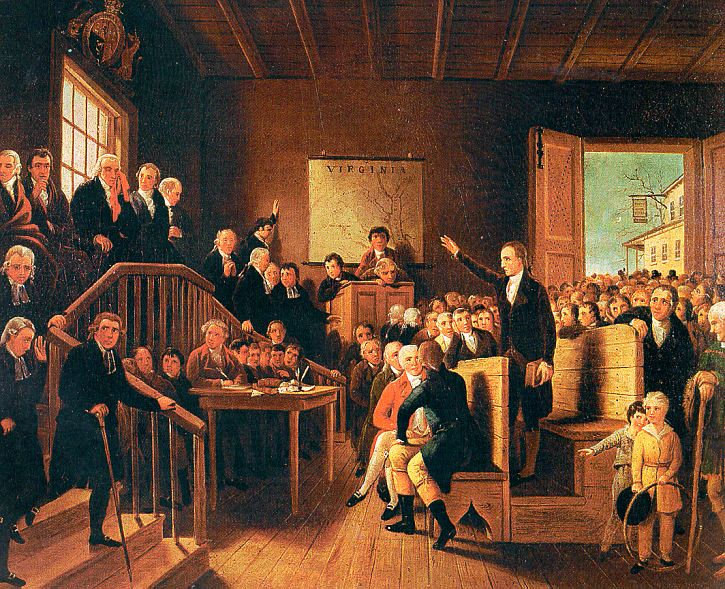
Dipinto di George Cooke del 1834 in cui Patrick Henry arringa durante la causa del parroco presso l'Hanover County Courthouse.

Il Two Penny Act fu una legge emanata nel 1758 dalla House of Burgesses che influenzò la retribuzione dei ministri anglicani nella colonia della Virginia. Dalla controversia che la circondò nacque la causa del prete, considerato un evento importante nella storia della Rivoluzione Americana.

## Contenuto
La legge fu emanata dopo tre anni di siccità che produssero un raccolto di tabacco scarso. Il provvedimento, della durata di un anno, consentiva di pagare gli stipendi ai ministri anglicani a una tariffa fissa di due penny per libbra di tabacco, poiché il tabacco era spesso usato come moneta. Il prezzo di mercato all'epoca era fissato a quattro o sei penny per libbra di tabacco. Una volta calcolato il calo di valore, un ecclesiastico riceveva circa un terzo del suo normale stipendio. I consiglieri della colonia avevano approvato la legge e, insieme alla House of Burgesses, avevano convinto il governatore Francis Fauquier a permetterne l'entrata in vigore.
Così facendo, Fauquier deviò dalle sue istruzioni reali. Difese il suo comportamento poco ortodosso sostenendo che, in realtà, non aveva altra scelta poiché
Nel maggio 1759, vennero presentate petizioni al Board of Trade per conto del clero virginiano, chiedendone l'abrogazione. Lord Halifax raccomandò che la legge venisse annullata e ordinò a Fauquier di "osservare e obbedire rigorosamente" in futuro alle sue istruzioni. La legge fu effettivamente annullata dal Board of Trade entro la fine dell'agosto 1759.